# Antonio Pereira-Pacheco y Ruiz

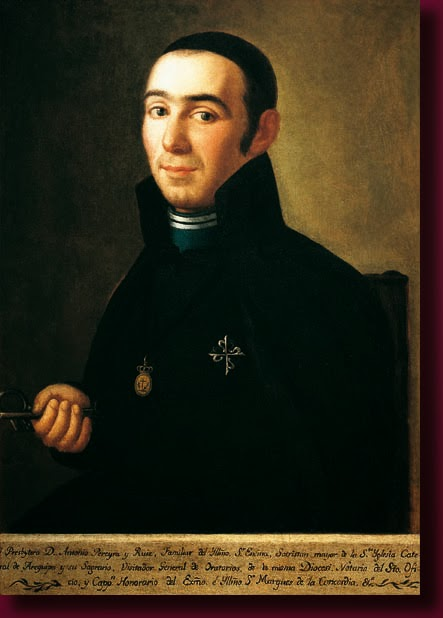
Antonio Pereira-Pacheco (1817), von A. Vázquez.

Antonio Pereira-Pacheco y Ruiz (* 12. Juni 1790 in San Cristóbal de La Laguna, Teneriffa; † 28. April 1858 in Tegueste, Teneriffa) war ein spanischer Geistlicher und Schriftsteller.

## Leben
Pereira-Pacheco y Ruiz wirkte vor allem auf Teneriffa und auch eine Zeit in Peru. Er verfasste zahlreiche historische Schriften, Reiseberichte, philologische Studien und fertigte Zeichnungen an. Seine Werke sind eine der wichtigsten Quellen für die Geschichte, vor allem die Kulturgeschichte, Teneriffas des 19. Jahrhunderts. Am 28. Dezember 1850 wurde er als Ehrenmitglied der Akademie der Schönen Künste von Kanaria aufgenommen. Nach ihm ist ein Kulturpreis benannt.